# Essay
Essay – miejscowość i gmina we Francji, w regionie Normandia, w departamencie Orne.
Według danych na rok 1990 gminę zamieszkiwało 516 osób, a gęstość zaludnienia wynosiła 32 osoby/km² (wśród 1815 gmin Dolnej Normandii Essay plasuje się na 429. miejscu pod względem liczby ludności, natomiast pod względem powierzchni na miejscu 202.).